# Мертвоводдя
Мертвоводдя — заповідне урочище місцевого значення. Об'єкт розташований на території Бобринецького району Кіровоградської області, поблизу с.Витязівка .
Площа — 20,1 га, статус отриманий у 1992 році.